# Ruth Connell
Ruth Fiona Connell (Falkirk, 20 de abril de 1979) é uma produtora de teatro e atriz de cinema e televisão escocesa. Ela também é uma ex-dançarina e coreógrafa profissional. Connell é mais conhecida por seu papel recorrente como Rowena na série de televisão da The CW, Supernatural. Ela foi indicada ao Broadway World Los Angeles Awards de "Melhor Atriz Protagonista" em 2013, por sua atuação como a deputada Darling e Capitã Gancho no The Blank Theatre, Los Angeles, em sua produção premiada de "Peter Pan; The Boy Who Hated Mothers".

## Início da vida
Nascida em Falkirk e criada em Bonnybridge, Ruth é filha única do gerente de futebol e treinador, Davy Connell e a professora Fiona Connell. Ruth foi enviada para aulas de dança em uma idade precoce para fazer companhia à prima, ela mostrou promessa e foi aceita no Esquema de Educação Profissional de Dança e Ballet Escocês. Ela realizou muitos papéis ainda quando criança com o Ballet escocês, incluindo o papel principal de Clara em seu Quebra Nozes. Ganhou os títulos de campeã de Ballet Escocês Júnior e de campeã de Senior Ballet Escocês na fase Festivals, na Escócia, como uma adolescente.

## Carreira
Depois de trabalhar como dançarina profissional para as empresas The Curve Foundation, Jazz Art UK e com Leah Stein em Dance Base, Ruth participou do The Rose Bruford College of Speech and Drama em Londres, onde ela ganhou um BA (Hons) em ação. Ela foi escolhida como Critics Choice pelo árbitro do jornal The Stage Newspaper para a graduação de vitrine. Depois de deixar o Drama College ela desempenhou o papel principal de Grusha em Berlot Brecht's The Caucasian Chalk Circle, e viajou para o The Palace Theatre, em Watford, em 2004.
Connell visitou o Reino Unido em 2005, com a Oxford Stage Company, interpretando Isa na peça Men Should Weep.
Em 2006, ela interpretou o papel principal de Gretchen e Helena de Troia na ópera Faust no The Royal Lyceum, em Edimburgo. A produção foi nomeada ao CATS Critics Awards for Theatre, na Escócia.
Em 2007, Connell desempenhou uma dançarina de salão Lily no The Citizens Theater venderam a produção de Alex Norton 'No Mean City' e, em 2008, Connell interpretou o duplo papel de Mrs Beaver / Mrs Macready para comentários brilhantes "The Lion the Witch and The Wardrobe" no The Royal Lyceum Edinburgh.
Connell foi escalada como regular na série no piloto da comédia ITV "Above Their Stations" em 2009 que também estrelou Denis Lawson, Ashley Madekwe, Andrew Brooke e Simon Dudley mostrado na BBC 3.
Connell também é creditado com a produção de "A Midsummer Night's Dream" e "Hansel And Gretel" no The Avenue Theatre Company, sem sede em Greenwich, durante este período de tempo, bem como o curta-metragem "Sapphire Estranho" e web série "John e Jane".
Desde que se mudou para os Estados Unidos em 2011, Connell teve papéis principais no premiado filme independente "Folklore" bem como nos filmes “The Cursed Man” baseado no romance culto por Keith Rommel e "Hara Kiri ".
Atualmente, Ruth Connell está ativa como ''Rowena'' na série de televisão Supernatural

## Filmografia

### Cinema
| Ano  | Título                 | Papel               | Nota          |
| ---- | ---------------------- | ------------------- | ------------- |
| 2012 | Folklore               | MaryLane Heth       |               |
| 2012 | Brave                  | Rainha Elinor (voz) | Não creditado |
| 2012 | A Perfect Ending       | Pranteadora         |               |
| 2013 | Meth Head              | Louise              |               |
| 2016 | Hara Kiri              | Candy               |               |
| 2016 | The Cursed Man         | Bonnie              |               |
| 2017 | For the Love of George | Stacy               | Pós-produção  |

### Televisão
| Ano           | Título              | Papel                 | Nota                            |
| ------------- | ------------------- | --------------------- | ------------------------------- |
| 1998          | The Soldier's Leap  | Garota de Londres     | Curta-metragem                  |
| 2003          | Meades Eats         | Equipe médica         | Episódio:"Fast Food"            |
| 2010          | Above Their Station | Olga                  | Filme de televisão              |
| 2010          | Love's Debt         | Deborah Perry         | Curta-metragem                  |
| 2013          | Sapphire Strange    | Belecka Corath        | Curta-metragem                  |
| 2014-presente | Supernatural        | Rowena/Michael        | 33 episódios                    |
| 2015          | Sienna Burning      | Suzanne / Sienna      | Curta-metragem                  |
| 2015          | Sofia the First     | Princesa Merida (voz) | Episódio: " The Secret Library" |

## Vídeo Game
| Ano  | Título                               | Papel        | Nota |
| ---- | ------------------------------------ | ------------ | ---- |
| 2014 | Disney Infinity: Marvel Super Heroes | Merida (voz) |      |
| 2015 | Disney Infinity 3.0                  | Merida (voz) |      |